# China Taipéi en los Juegos Olímpicos de Pekín 2022
China Taipéi (Taiwán) estuvo representada en los Juegos Olímpicos de Pekín 2022 por cuatro deportistas, tres mujeres y un hombre, que compitieron en tres deportes.
Los portadores de la bandera en la ceremonia de apertura fueron el esquiador alpino Ho Ping-Jui y la patinadora de velocidad Huang Yu-Ting. El equipo olímpico taiwanés no obtuvo ninguna medalla en estos Juegos.